# Steffen Deibler
Steffen Deibler (Biberach an der Riß, Alemania, 10 de julio de 1987) es un nadador alemán especialista en estilo libre y estilo mariposa. Fue olímpico en los Juegos Olímpicos de Pekín 2008, Londres 2012 y Río de Janeiro 2016.
Ha conseguido numerosas medallas tanto en campeonatos del mundo de natación como en campeonatos europeos, proclamándose campeón de Europa 6 ocasiones. En noviembre de 2009 batió el record del mundo de 50 metros mariposa con un tiempo de 21.80.
Su hermano Markus Deibler es también nadador olímpico y batió el record del mundo de 100 metros estilos.

## Palmarés internacional
| Campeonato Mundial de Natación en Piscina Corta | Campeonato Mundial de Natación en Piscina Corta | Campeonato Mundial de Natación en Piscina Corta | Campeonato Mundial de Natación en Piscina Corta |
| Año                                             | Lugar                                           | Medalla                                         | Prueba                                          |
| ----------------------------------------------- | ----------------------------------------------- | ----------------------------------------------- | ----------------------------------------------- |
| 2010                                            | Dubái (EAU)                                     | Medalla de bronce                               | 50 m mariposa                                   |
| Campeonato Europeo de Natación en Piscina Corta |                                                 |                                                 |                                                 |
| 2007                                            | Debrecen (Hungría)                              | Medalla de oro                                  | 4x50 m estilo                                   |
| 2007                                            | Debrecen (Hungría)                              | Medalla de bronce                               | 4x50 m libre                                    |
| 2008                                            | Rijeka (Croacia)                                | Medalla de plata                                | 4x50 m estilo                                   |
| 2010                                            | Eindhoven (Países Bajos)                        | Medalla de oro                                  | 50 m libre                                      |
| 2010                                            | Eindhoven (Países Bajos)                        | Medalla de oro                                  | 50 m mariposa                                   |
| 2010                                            | Eindhoven (Países Bajos)                        | Medalla de oro                                  | 100 m mariposa                                  |
| 2010                                            | Eindhoven (Países Bajos)                        | Medalla de oro                                  | 4x50 m estilo                                   |
| 2010                                            | Eindhoven (Países Bajos)                        | Medalla de plata                                | 4x50 m libre                                    |
| 2011                                            | Szczecin (Polonia)                              | Medalla de bronce                               | 4x50 m estilo                                   |
| 2013                                            | Herning (Dinamarca)                             | Medalla de oro                                  | 4x50 m estilo mixto                             |
| 2013                                            | Herning (Dinamarca)                             | Medalla de plata                                | 50 m mariposa                                   |
| 2013                                            | Herning (Dinamarca)                             | Medalla de bronce                               | 100 m mariposa                                  |
| 2013                                            | Herning (Dinamarca)                             | Medalla de bronce                               | 4x50 m estilo                                   |
| Campeonato Europeo de Natación                  |                                                 |                                                 |                                                 |
| 2012                                            | Debrecen (Hungría)                              | Medalla de plata                                | 4x100 m estilo                                  |